# Calathea cleistantha
Calathea cleistantha är en strimbladsväxtart som beskrevs av Paul Carpenter Standley. Calathea cleistantha ingår i släktet Calathea och familjen strimbladsväxter. Inga underarter finns listade.